# Président Théodore Tissier
Le Président Théodore Tissier fut le premier navire océanographique français lancé en 1933 pour la Marine marchande.

## Histoire
Ce premier navire océanographique appartenait à l'Office scientifique et technique des pêches maritimes (OSTPM) dirigé par Édouard Le Danois. Il  possédait une tourelle de plongée atteignant 800 mètres de profondeur. Il est inauguré en 1933 au Musée de mer de Biarritz, avec la collaboration d'Anita Conti. 
Il effectue en 1934 et 1935 des voyages d'études pour l'Office des Pêches, dans la région de Terre-Neuve ; Pierre de Morsier en publie une note sur les bancs de Terre-Neuve.
En 1938 il est transféré à la Marine nationale pour servir d'annexe à l'École navale en rade de Brest.
Au début de la Seconde Guerre mondiale, il participe à la tentative d'évacuation des forces alliées encerclées du 11 au 13 juin 1940 à Saint-Valery-en-Caux.
Le 3 juillet, il est saisi par la Royal Navy et aussitôt réarmé par les Forces navales françaises libres (FNFL) pour lesquelles il sert de bâtiment-école au profit des équipages des FNFL en formation au Royaume-Uni.
Le 21 juin 1947, il est cédé au Service des pêches maritimes.

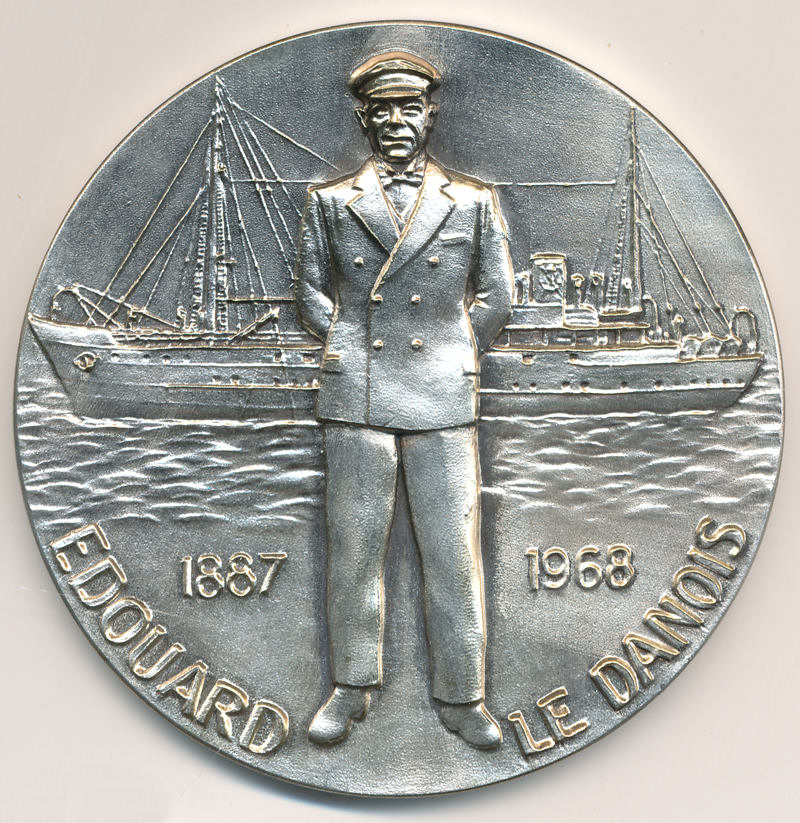
médaille bronze argenté, 70 mm. Édouard Le Danois devant "le navire Président-Théodore-Tissier"

## Personnalités ayant servi à son bord
- Capitaine de corvette (1937) Marcel Henri Alphonse Fontaine (1900-1942), en 1939[4].
- Pierre de Morsier (1908-1991), en 1935 ; futur compagnon de la Libération.